# حصن بيزنطي
حصن بيزنطي  هو معلم أثري تونسي مصنف من قبل المعهد الوطني للتراث يقع في ولاية القصرين في الوسط الغربي التونسي، تحديدا في مدينة قصر الخادم تم تصنيف المعلم في يوم 13 مارس 1928.

## مقالات ذات صلة
- قائمة المعالم الأثرية المصنفة في تونس